# Pink Elephant
Albums de Arcade Fire
We
Pink Elephant est le 7e album studio du groupe de rock indépendant canadien Arcade Fire, sorti le 9 mai 2025,,,.

## Liste des titres
| No  | Titre                         | Durée |
| --- | ----------------------------- | ----- |
| 1.  | Open Your Heart or Die Trying | 3:12  |
| 2.  | Pink Elephant                 | 4:43  |
| 3.  | Year of the Snake             | 5:10  |
| 4.  | Circle of Trust               | 6:05  |
| 5.  | Alien Nation                  | 3:24  |
| 6.  | Beyond Salvation              | 1:20  |
| 7.  | Ride or Die                   | 4:08  |
| 8.  | I Love Her Shadow             | 5:28  |
| 9.  | She Cries Diamond Rain        | 1:22  |
| 10. | Stuck in my Head              | 7:22  |